# Saison 2010-2011 de Birmingham City
Maillots
La saison 2010-2011 de Birmingham City est la 2e saison consécutive du club dans l'élite. Le club joue aussi les traditionnelles coupes anglaises : la FA Cup et la Carling Cup.

## Effectif de la saison
| N° | Nom               | Poste     | Naissance         | Nationalité sportive | Ancien club              | Au club depuis |
| 1  | Maik Taylor       | Gardien   | 9 novembre 1982   | Irlande du Nord      | Fulham                   | Juillet 2003   |
| 2  | Stephen Carr      | Défenseur | 29 août 1976      | Irlande              | Newcastle United         | Juillet 2009   |
| 3  | David Murphy      | Défenseur | 20 octobre 1978   | Angleterre           | Hibernian FC             | Janvier 2008   |
| 4  | Lee Bowyer        | Milieu    | 3 janvier 1977    | Angleterre           | West Ham United          | Janvier 2009   |
| 6  | Liam Ridgewell    | Milieu    | 21 juillet 1984   | Angleterre           | Aston Villa              | Juillet 2007   |
| 7  | Sebastian Larsson | Milieu    | 6 juin 1985       | Suède                | Arsenal                  | Août 2006      |
| 8  | Garry O'Connor    | Attaquant | 7 mai 1983        | Écosse               | Lokomotiv Moscou         | Août 2008      |
| 9  | Kevin Phillips    | Attaquant | 25 juillet 1973   | Angleterre           | West Bromwich Albion     | Juillet 2008   |
| 10 | Cameron Jerome    | Attaquant | 14 octobre 1986   | Angleterre           | Cardiff City             | Juillet 2006   |
| 12 | Barry Ferguson    | Milieu    | 2 février 1978    | Écosse               | Glasgow Rangers          | Juillet 2009   |
| 13 | Colin Doyle       | Gardien   | 12 juin 1985      | Irlande              | Burton                   | Juillet 2004   |
| 14 | Roger Johnson     | Défenseur | 28 avril 1983     | Angleterre           | Cardiff City             | Juillet 2009   |
| 15 | Scott Dann        | Défenseur | 14 février 1987   | Angleterre           | Colchester               | Juillet 2007   |
| 16 | James McFadden    | Attaquant | 14 avril 1983     | Écosse               | Everton FC               | Janvier 2008   |
| 17 | Míchel            | Milieu    | 8 novembre 1985   | Espagne              | Sporting Gijon           | Janvier 2010   |
| 18 | Keith Fahey       | Milieu    | 15 janvier 1983   | Irlande              | Shelbourne Football Club | Août 2008      |
| 19 | Gary McSheffrey   | Milieu    | 13 août 1982      | Angleterre           | Coventry City            | Août 2008      |
| 20 | Franck Queudrue   | Défenseur | 25 août 1978      | France               | Middlesbrough            | Août 2008      |
| 21 | Stuart Parnaby    | Défenseur | 19 juillet 1982   | Angleterre           | Fulham Football Club     | Août 2008      |
| 22 | Damien Johnson    | Milieu    | 18 novembre 1978  | Irlande du Nord      | Norwich City             | Août 2006      |
| 23 | Marcus Bent       | Attaquant | 19 mai 1978       | Angleterre           | Charlton Athletic        | Juillet 2008   |
| 24 | James O'Shea      | Milieu    | 7 mars 1985       | Irlande              | Bray Wanderers           | Août 2008      |
| 26 | Lee Carsley       | Milieu    | 28 février 1974   | Irlande              | Everton FC               | Juillet 2008   |
| 27 | Gregory Vignal    | Défenseur | 19 juillet 1981   | France               | Southampton              | Juillet 2009   |
| 33 | Craig Gardner     | Milieu    | 25 novembre 1986  | Angleterre           | Aston Villa              | Janvier 2010   |
| -  | Nikola Žigić      | Attaquant | 25 septembre 1980 | Serbie               | Valence CF               | Mai 2010       |
| -  | Ben Foster        | Gardien   | 3 avril 1983      | Angleterre           | Manchester United        | Mai 2010       |

## Transferts
| Type                   | Date             | Prix    | Joueur            | Ancien/Nouveau club      |
| Transfert              | 19 mai 2010      | 6M£     | Ben Foster        | Manchester United (D1)   |
| Transfert              | 1er juin 2010    | 6M£     | Nikola Žigić      | Valence CF (D1)          |
| Transfert              | 1er juillet 2010 | Gratuit | Enric Vallès      | NAC Breda (D1)           |
| Prêt                   | 17 août 2010     | -       | Matt Derbyshire   | Olympiakos Le Pirée (D1) |
| Retour de prêt         | 19 mai 2010      | -       | Christian Benítez | Santos Laguna (D1)       |
| Transfert              | 1er juillet 2010 | Gratuit | Gary McSheffrey   | Coventry City (D2)       |
| Transfert              | 1er juillet 2010 | Gratuit | Artur Krysiak     | Exeter City (D3)         |
| Transfert              | 1er juillet 2010 | Gratuit | Franck Queudrue   | Paniónios GSS (D1)       |
| Résiliation de contrat | 1er juillet 2010 | -       | Gregory Vignal    | -                        |
| Résiliation de contrat | 1er juillet 2010 | -       | Jared Wilson      | -                        |
| Résiliation de contrat | 1er juillet 2010 | -       | Shaun Timmins     | -                        |
| Résiliation de contrat | 1er juillet 2010 | -       | Jacob Rowe        | -                        |
| Transfert              | 24 juillet 2010  | Gratuit | Lee Carsley       | Coventry City (D2)       |

## Classements

### Premier League
| Rang | Équipe           | Pts | J | G | N | P | Bp | Bc | Diff |
| ---- | ---------------- | --- | - | - | - | - | -- | -- | ---- |
| 1    | Arsenal FC       | 0   | 0 | 0 | 0 | 0 | 0  | 0  | 0    |
| 2    | Aston Villa      | 0   | 0 | 0 | 0 | 0 | 0  | 0  | 0    |
| 3    | Birmingham City  | 0   | 0 | 0 | 0 | 0 | 0  | 0  | 0    |
| 4    | Blackburn Rovers | 0   | 0 | 0 | 0 | 0 | 0  | 0  | 0    |
| 5    | Blackpool FC (P) | 0   | 0 | 0 | 0 | 0 | 0  | 0  | 0    |

| Légende : Qualifications et relégations | Légende : Qualifications et relégations |
| --------------------------------------- | --- |
|                                         | Ligue des Champions 2011-2012, phase de groupes |
|                                         | Ligue des Champions 2011-2012, tour de barrages |
|                                         | Ligue Europa 2011-2012, tour de barrages |
|                                         | Ligue Europa 2011-2012, troisième tour de qualification |
|                                         | Relégation en Ligue 2 |
|                                         | P : Promu 2010 T : Tenant du titre 2010 V : Vice-champion 2010 CF : Vainqueur de la Coupe de France 2010-2011 CL : Vainqueur de la Coupe de la Ligue 2010-2011 |